# براونسهورن
براونسهورن (به آلمانی: Braunshorn) یک شهر در آلمان است که در راین-هونسروک واقع شده‌است. براونسهورن ۵۹۰ نفر جمعیت دارد.

## نگارخانه

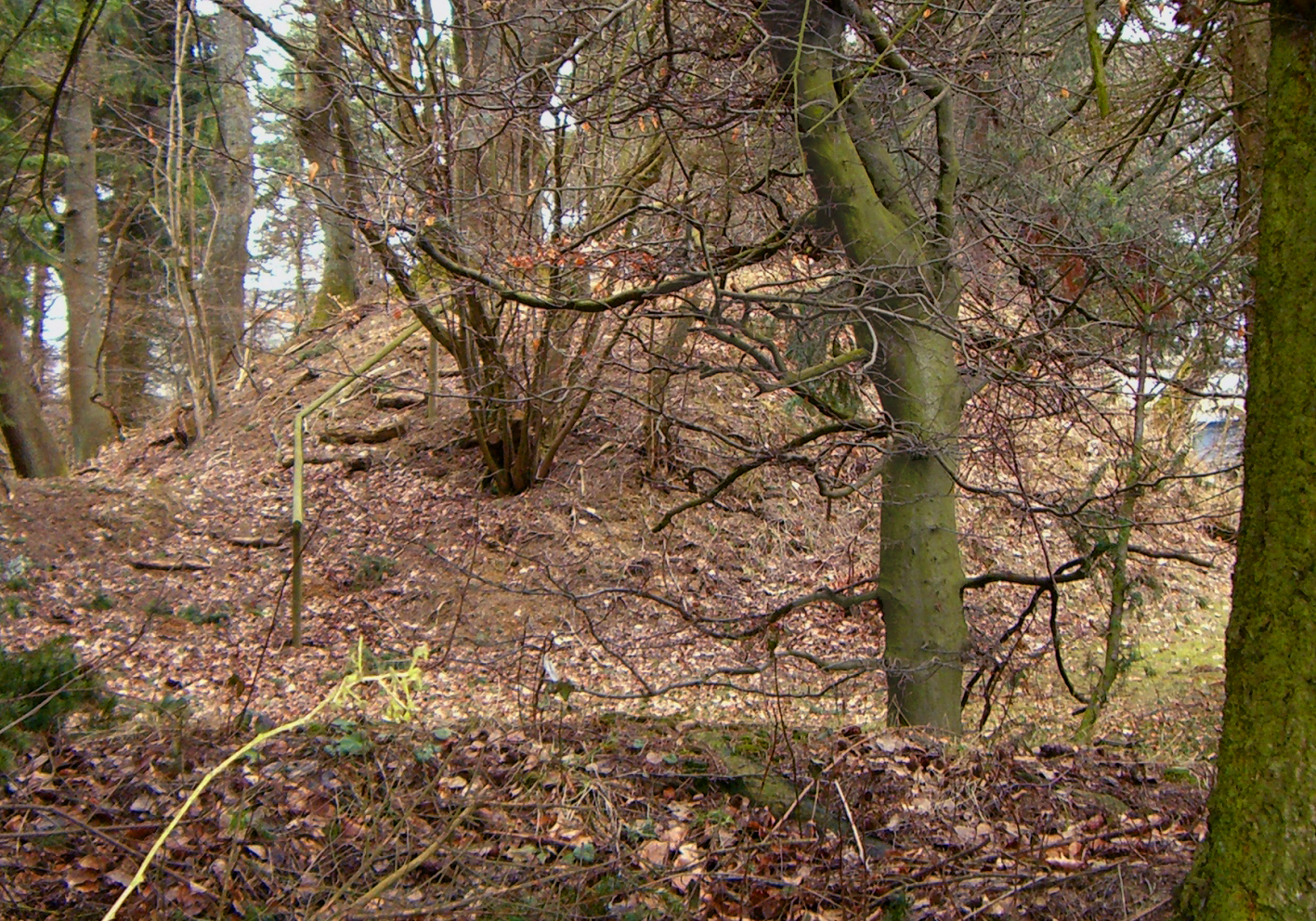
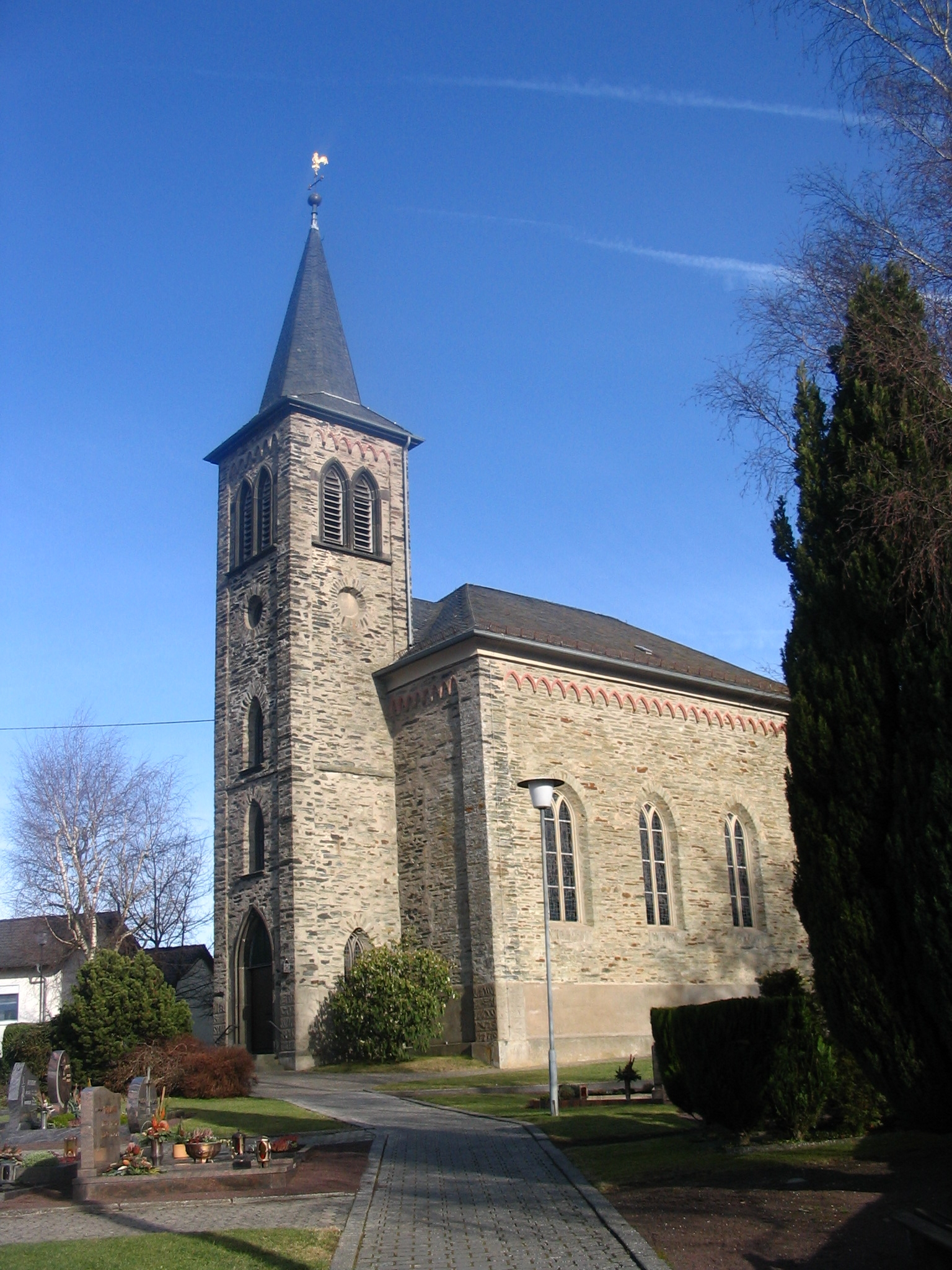
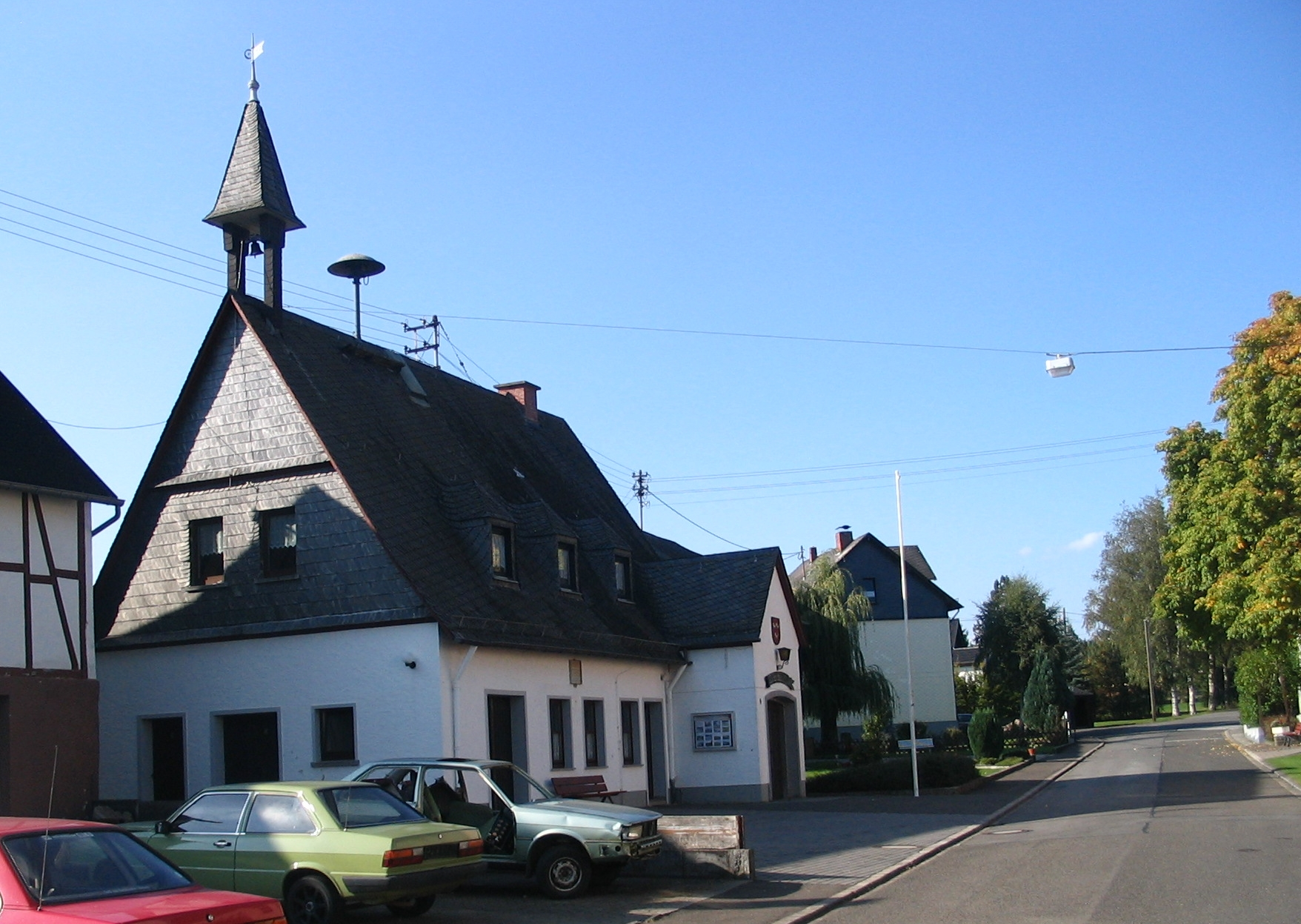
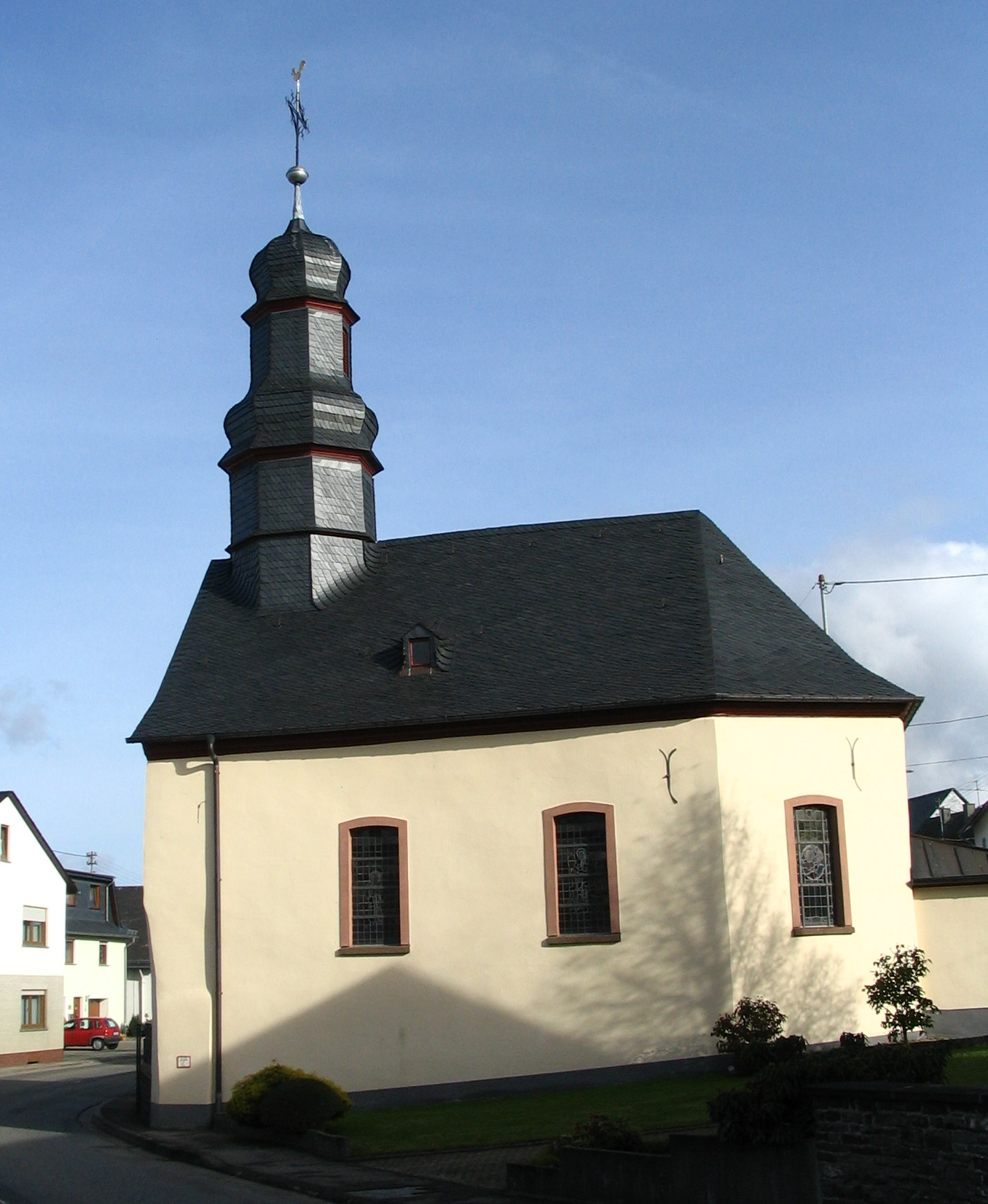